# Tritanomalia
Tritanomalia – zaburzenie rozpoznawania barw. Jest to bardzo rzadkie schorzenie. Różni się od tritanopii obniżoną percepcją barwy niebieskiej. Tritanomalia to zaburzenie dotyczące w równym stopniu mężczyzn jak i kobiet, ze względu na to, że jej występowanie determinuje chromosom 7 (a nie jak w przypadku innych zaburzeń 23, chromosom X).

Przeczytaj ostrzeżenie dotyczące informacji medycznych i pokrewnych zamieszczonych w Wikipedii.